# Mendidius reichardti
Mendidius reichardti är en skalbaggsart som beskrevs av Kieseritzky 1928. Mendidius reichardti ingår i släktet Mendidius och familjen Aphodiidae. Inga underarter finns listade i Catalogue of Life.